# Senna alcaparra
Senna alcaparra là một loài thực vật có hoa trong họ Đậu. Loài này được (Phil.) Zoellner & San Martin miêu tả khoa học đầu tiên.